# Trang Hoang
Pour les articles homonymes, voir Hoang.
Trang Hoang est une biochimiste et pharmacologue moléculaire canadienne. Elle est professeure titulaire au Département de pharmacologie et physiologie et directrice des programmes de biologie moléculaire à la faculté de médecine de l'Université de Montréal. Elle est également cofondatrice et chercheuse principale de l’Institut de recherche en immunologie et cancérologie, où elle dirige le Laboratoire de recherche sur l’hématopoïèse et la leucémie.

## Biographie
Trang Hoang détient un master en pharmacie (1972), un certificat de biochimie (1975) et un doctorat en biologie (1980) de l’université de Lausanne. Elle a complété deux stages post-doctoraux, d’abord sous la direction de H. Waldman à l’Cambridge (1980-1982), puis avec Ernest McCulloch à l'Ontario Cancer Institute (1983-1985). 
Elle siège au conseil d'administration du Fonds de la recherche en santé du Québec durant trois mandats.

## Recherches
Trang Hoang et son équipe ont identifié la cellule souche hématopoïétique responsable de la leucémie aiguë lymphoblastique, le type de cancer le plus répandu chez les jeunes enfants. Ses travaux de recherche visent à caractériser des molécules capables d'inhiber cette cellule pré-leucémique tout en évitant la destruction des cellules saines, ouvrant ainsi la voie à des traitements moins invasifs.
Elle a été titulaire de la Chaire de recherche du Canada en différenciation cellulaire et en génétique des leucémies aiguës (2004-2011).
Elle est l’autrice de plus de 80 articles scientifiques répertoriés dans la base de données PubMed et a dirigé les thèses ou mémoires de plusieurs étudiants.

## Honneurs et distinctions
- 2021 : prix Mentor scientifique 2021 du Club de recherches cliniques du Québec[7]
- 2021 : prix Jeanne Manery Fisher de la Société canadienne pour les biosciences moléculaires[8]
- 2019 : officière de l'ordre national du Québec[9]
- 2019 : commandeur de l'ordre de Montréal[10]
- 2010 : Murray Margarit Memorial Award, Société de leucémie et de lymphome du Canada[11]
- 1996 : prix Marcel-Piché, Institut de recherches cliniques de Montréal[12]